# Bupleurum lipskyanum
Bupleurum lipskyanum là một loài thực vật có hoa trong họ Hoa tán. Loài này được O.A. Lincz. mô tả khoa học đầu tiên.